# Wielki skok (film 2004)
Wielki skok (oryg. The Big Bounce) – film z 2004 roku w reżyserii George’a Armitage’a, na podstawie powieści Elmore’a Leonarda.

## Obsada
- Owen Wilson – Jack Ryan
- Charlie Sheen – Bob Rogers Jr
- Bebe Neuwirth – Żona Raya
- Gary Sinise – Ray Ritchie
- Morgan Freeman – Walter Crewes
- Sara Foster – Nancy Hayes
- Beate Antares - Celia
- Wendy Thorlakson - Wendy
- Pete Johnson - Con Nuuiwa
- Andrew Wilson - Ned Coleman
- Brian L. Keaulana - Barry Salu

i inni. 